# David Shrigley
David Shrigley, född 17 september 1968 i Macclesfield, England, är en brittisk konstnär.
Shrigley studerade vid City of Leicester Polytechnic 1987-1988 och vid Glasgow School of Art 1988-1991. Shrigley arbetar i flera medier, men är bland annat känd för sina skämtteckningar.